# Забит Магомедшарипов
Забит Магомедшарипов (Хасавјурт, 1. март 1991) је руски мешовити борилачки уметник, који се тренутно такмичи у лакој дивизији Ultimate Fighting Championship. Он је бивши шампион у апсолутној тежини у Беркуту (АЦБ). Од 16. децембра 2019, заузео је треће место у ранг листи УФЦ лаке дивизије[2].

## Детињство и младост
Магомедшарипов је рођен у Хасавјурту у Совјетском Савезу 1. марта 1991. године. Почео је да тренира рвање у слободном стилу са 10 година. У 2003. придружио се једној од националних академских установа, где је живео од 10. до 12. године због образовања и тренирао борилачке вештине три пута дневно. У 2012. године дебитовао је у професионалном ММА.